# Telpässaaret
Telpässaaret är en ö i Finland. Den ligger i sjön Kyyjärvi och i kommunen Kyyjärvi i den ekonomiska regionen  Saarijärvi-Viitasaari och landskapet Mellersta Finland, i den centrala delen av landet, 300 km norr om huvudstaden Helsingfors. Öns area är 0,7 hektar och dess största längd är 120 meter i nord-sydlig riktning.  Notera att namnet antyder att det är fråga om flera öar.